# Sideshow Bob's Last Gleaming
Sideshow Bob's Last Gleaming, llamado El último resplandor del actor secundario Bob en España y La última carcajada de Bob Patiño en Hispanoamérica, es un episodio perteneciente a la séptima temporada de la serie animada Los Simpson, estrenado originalmente el 26 de noviembre de 1995. Fue escrito por Spike Feresten y dirigido por Dominic Polcino, y las estrellas invitadas fueron Kelsey Grammer, en su quinta actuación como Sideshow Bob, y R. Lee Ermey, conocido por su papel del Sargento Instructor Hartman en Full Metal Jacket, como el Coronel Leslie "Hap" Hapablap. En el episodio, Bob vuelve a las calles, en esta ocasión amenazando con detonar una bomba nuclear sobre Springfield si no se hace desaparecer la televisión.

## Sinopsis
En la Prisión de Mínima Seguridad de Springwood, Sideshow Bob se molesta al oír a los reclusos riéndose de las bromas del programa de Krusty el Payaso. Luego, comienza a quejarse de la televisión y de sus programas "basura", y alega que entorpecía la mente. Al día siguiente, los convictos son llevados a una Base de la Fuerza Aérea y al ver una televisión de gran tamaño, a Bob se le ocurre un plan.
Mientras todos en la ciudad esperan a que comience la exhibición, al otro día, Bob se hace pasar por el Coronel de la Fuerza Aérea imitando su voz y consigue entrar a un área restringida, en donde encuentra una bomba atómica. El espectáculo, mientras tanto, comienza, pero es interrumpido por Bob, quien aparece en la pantalla gigante del lugar para dar a conocer su amenaza. El criminal expone que la vida sería mejor sin televisión, así que si no destruían todos los canales de televisión, haría detonar la bomba atómica.
Una vez que el anuncio es escuchado, todo el público en exhibición huye del predio, excepto Bart y Lisa, quienes quedan encerrados a último momento. Mientras tanto, en una reunión entre el alcalde Joe Quimby, el Coronel de la Fuerza Aérea y los representantes de la televisión (entre los que estaba Krusty) se decide cumplir con lo que pedía el delincuente y destruir todas las estaciones televisivas locales. Bob, quien había visto su sueño hecho realidad a través de un televisor que tenía oculto en su refugio (un dirigible de Duff), festeja su éxito.
Krusty, decidido a no darse por vencido, se refugia en un estudio de televisión en el desierto de Springfield, improvisando un programa, alentado por la idea de que tendría el 100% de audiencia. Cuando Bob ve que su plan había fallado, se enfurece muchísimo.
Bart y Lisa descubren dónde estaba escondido Bob y tratan de evitar que detone la bomba, pero no lo consiguen. Sin embargo, la explosión es sólo una pequeña nube, ya que la bomba, fabricada en 1959, había caducado. La policía, gracias a a niña, que escribe un mensaje en la computadora adosada al dirigible, encuentra al delincuente. Cuando el jefe Wiggum trata de arrestar a Bob, él escapa y se lleva a Bart consigo. Para irse lejos del predio de la Fuerza Aérea, roba el histórico avión de los hermanos Wright, el cual había sido exhibido en el espectáculo. Luego, le revela al niño que planeaba estrellar el avión en una misión kamikaze contra Krusty el Payaso, acabando con la vida de los tres. Sin embargo, debido a la poca velocidad y a la fragilidad del aerodino, no logra hacer daño al pequeño estudio donde transmitía el comediante. La policía arresta a Bob y Bart regresa con su familia.

## Producción
Mientras el episodio estaba siendo producido, Kelsey Grammer tuvo que repetir varias veces su línea criticando a Chuck Yeager's Acura cuando su personaje se hace pasar por el Coronel Hap Hapablap, ya que le resultó difícil mantenerse serio y contener la risa. R. Lee Ermey, ex-marine y actor especialmente conocido por su papel en Full Metal Jacket, hace el papel del Coronel Leslie "Hap" Hapablap. El papel fue escrito especialmente para él y la mayoría de sus diálogos fueron difíciles de escribir. Al final del episodio, cuando Bob es arrestado, el Coronel le pregunta: "What's your major malfunction?". Esta frase también la decía el Sargento Hartman (también interpretado por Ermey) en Full Metal Jacket.
El episodio iba a ser emitido por BBC Two el 14 de septiembre de 2001, pero fue reemplazado por otro debido a que podía resultar insensible en la época que vivía Estados Unidos, cuando todavía estaba muy latente el recuerdo de los atentados al World Trade Center del 11 de septiembre.